# Герб Людиновского района
Герб муниципального образования « Город Людиново и Людиновский район » Калужской области Российской Федерации.
Герб утверждён решением № 146 Людиновского районного Собрания 26 июля 2002 года.
Герб внесён в Государственный геральдический регистр Российской Федерации с присвоением регистрационного номера № 997.

## Описание герба
«В червлёном (красном) поле зелёная глава, обрамлённая двумя восходящими лучами пламени, сложенными во вписанное стропило, продольно разделённое на две серебряных и одну лазоревую часть; и в сердце щита — золотой ковш, рукоять которого отходит косвенно вверх и влево поверх главы; из ковша льётся расширяющаяся струя того же металла».

## Символика герба
Герб по своему содержанию един и гармоничен: все фигуры герба символизируют город Людиново и район и его жителей как тружеников, привносящих огромный вклад в экономическое, культурное, духовное развитие своего родного края и Калужской области.
Основной фигурой герба является золотой ковш — символ высокого деяния. Золотая струя символизирует поток жизни, множество, изобилие.
Наклонённый литейный ковш, из которого льётся золотая струя, аллегорически показывает основные отрасли тяжёлой промышленности — машиностроение и металлообработку, с которыми связано становление и развитие города Людинова (первое упоминание в 1626 г) в связи со строительством в 1745 г. Н. Демидовым железоделательного завода (ныне тепловозостроительный завод).
Красный цвет, цвет огня, энергии, импульса, созвучен труду машиностроителей, металлургов, что дополняет содержание герба города и района, как промышленно развитого — сегодня Людиново — центр тепловозостроения и литейного производства.
Красный цвет в геральдике символизирует труд, жизнеутверждающую силу, мужество, праздник, красоту.
Золото в геральдике символизирует богатство, справедливость, стабильность, уважение, великодушие.
Зелёная часть символизирует сельское хозяйство, в котором занята часть населения района, а также окружающую природу, богатую хвойными и лиственными лесами, что дополняет символику герба.
Зелёный цвет — символ весны, радости, надежды, жизни, природы, а также символ здоровья.
Лазоревые части стропила показывают географическое расположение района на водоразделе между Окским и Днепровским водными бассейнами на р. Неполоть.
Лазурь в геральдике — символ возвышенных устремлений, мышления, искренности и добродетели
Серебро — символ совершенства, благородства, чистоты, веры, мира.

## История герба

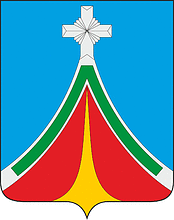
Герб городского поселения «Город Людиново» (2008 год)

26 июля 2002 года решением Людиновского районного Собрания был утверждён герб муниципального образования «Город Людиново и Людиновский район» и Положение о гербе.
В 2006 году было образовано новое муниципальное образование городское поселение «Город Людиново».
Основой композиции герба городского поселения стал герб муниципального образования «Город Людиново и Людиновский район».
Герб муниципального образования «Город Людиново и Людиновский район» разработан при содействии Союза геральдистов России.
Авторы герба: идея — Олег Леонов (Людиново); геральдическая доработка — Константин Мочёнов (Химки); обоснование символики — Галина Туник (Москва); компьютерный дизайн — Юрий Коржик (Воронеж).